# Foggy Nelson
Franklin P. Nelson, detto "Foggy", è un personaggio dei fumetti, creato da Stan Lee (testi) e Bill Everett (disegni), pubblicato dalla Marvel Comics. La sua prima apparizione avviene in Daredevil (vol. 1) n. 1 (aprile 1964).
Migliore amico di Matt Murdock (Devil) e suo socio nel cofondato studio legale Nelson & Murdock, Foggy, col suo stile di vita da uomo comune e coi piedi per terra, rappresenta un netto contraltare al truce collega supereroe, che è comunque sempre pronto ad aiutare anche nelle situazioni più critiche e con cui condivide un rapporto quasi fraterno nonostante il complesso di inferiorità spesso nutrito nei suoi confronti e il fatto che, in alcune occasioni, si siano innamorati della stessa donna.
La caratterizzazione fisica del personaggio è stata piuttosto incongrua per i suoi primi due anni di vita editoriale, sebbene generalmente raffigurato come un giovane assente, affascinante, ben curato e, dopo la rappresentazione datane da Gene Colan, basso, grassoccio e con un atteggiamento rilassante.

## Biografia del personaggio

### Primi anni
Nato a Manhattan, New York, dall'imprenditore Edward Nelson e dall'avvocatessa Rosalind Sharpe, Foggy nutre per la madre una grande ammirazione e, sebbene essa prediliga la carriera alla famiglia lasciando lui e suo padre per aprire uno studio legale a Boston, decide di seguirne le orme e diventare a sua volta avvocato. Cresciuto dal padre e dalla sua seconda moglie, Anna, assieme alla sorellastra Candace, Foggy viene ammesso alla facoltà di legge della Columbia University, dove conosce Matt Murdock. I due diventano grandi amici, tanto che Foggy rimane vicino e conforta Matt in momento difficili quali la brusca fine del suo rapporto con Elektra e l'omicidio di suo padre Jack.
Laureatisi, i due diventano soci e fondano assieme lo studio legale Nelson & Murdock avendo, come primi clienti, nientemeno che i Fantastici Quattro ed assumendo come segretaria la giovane Karen Page, di cui si innamorano entrambi ma, dopo essersi reso conto dei sentimenti nutriti da Karen per Matt, Foggy si fa da parte preferendo non rovinare la loro lunga amicizia.
Tempo dopo, Abner Jonas convince Foggy a candidarsi come procuratore distrettuale e, a una festa organizzata dall'uomo, ricontra Debbie Harris, un'ex-compagna di scuola di cui è stato infatuato e che, a distanza di anni, scopre ricambiare i suoi sentimenti. Successivamente però, Devil arresta sia Jonas che la donna dopo aver scoperto il loro piano di manipolare Foggy per fini criminosi qualora vincesse la campagna, rivelazione che amareggia molto il giovane avvocato.
Sebbene non al corrente della doppia identità dell'amico, Foggy inizia ben presto a divenire sospettoso di tutte le sue sparizioni ingiustificate.

### Procuratore distrettuale
In seguito, Foggy decide di tentare per la seconda volta di divenire procuratore distrettuale in modo da potersi occupare più attivamente della lotta al crimine. Contemporaneamente Debbie viene rilasciata di prigione e gli rivela di non aver mai finto riguardo ai suoi sentimenti per lui; pur temendo che frequentare un'ex-truffatrice possa danneggiare la sua campagna e nonostante non si fidi completamente di lei, Foggy inizia a uscire regolarmente con Debbie e, con il tempo, la relazione tra i due si consolida.
Dopo essere stato eletto nuovo procuratore distrettuale di New York, il suo rapporto con Matt si raffredda a causa dei problemi personali attraversati da quest'ultimo nei panni di Devil e nella relazione con Karen. Nonostante poco dopo i due amici si riconcilino e Matt divienga assistente procuratore, quando Foggy mette sotto processo la Vedova Nera poiché ricattato da un criminale, i due interrompono completamente i rapporti e Matt si trasferisce a San Francisco con Natasha, salvo poi fare ritorno per aiutare Foggy a smascherare una cospirazione criminale e riappacificarsi con lui.
Successivamente, Foggy perde la rielezione come procuratore in favore di Blake Tower (anche a causa delle macchinazioni di Jester) e torna a lavorare con l'amico riaprendo la Nelson & Murdock in qualità di consulenti legali della clinica Storefront, assumendo come assistente la studentessa di legge paralitica Becky Blake. Parallelamente a tutto ciò, il giovane avvocato e Debbie si sposano. Poco tempo dopo, Kingpin assolda Elektra per assassinarlo ma, quando Foggy la riconosce come l'ex-fidanzata di Matt, essa non trova più la forza di compiere il suo dovere e lo lascia andare, cosa che la porta a venire, in seguito, uccisa da Bullseye.

### Devil: Rinascita
A discapito del loro lungo fidanzamento, il matrimonio tra Foggy e Debbie si deteriora rapidamente portandoli al divorzio mentre Matt perde sempre più interesse nell'attività legale in favore del suo impegno come vigilante, cosa che porta alla progressiva diminuzione dei clienti della Nelson & Murdock. La conseguente chiusura dello studio per debiti, porta Foggy a una depressione tale da considerare l'idea del suicidio, salvo poi realizzare il valore della vita.
Dopo che Kingpin scopre l'identità segreta di Matt facendolo radiare dall'albo degli avvocati e distruggendo il suo appartamento, Foggy assume le difese dell'amico; nel momento in cui però questi viene dato per scomparso, Foggy e la fotografa irlandese Glorianna "Glory" O'Breen (ex-fidanzata di Matt) iniziano una relazione che tuttavia finisce poiché Foggy, assunto dall'ambiguo studio legale Kelco, è costretto a difendere in tribunale una ditta colpevole di gettare scarichi chimici nei fiumi e Glory, considerandola un'azione priva di etica, lascia sia il giovane che gli Stati Uniti.
Scoperto che la Kelco appartiene al Kingpin, Foggy abbandona le loro dipendenze, si ricongiunge con Matt, lo aiuta a recuperare la licenza di avvocato e viene finalmente messo al corrente della sua doppia identità, cosa che rafforza enormemente l'amicizia tra i due.

### Sharpe, Nelson & Murdock
Poco tempo dopo, Rosalind Sharpe assume Matt e Foggy come soci del suo nuovo studio legale, sebbene lei e il figlio decidano di tenere nascosto il loro legame di parentela finché Karen e Matt non lo scoprono per conto proprio. Contemporaneamente Foggy si fidanza con Liz Allan, ex-compagna di liceo di Peter Parker e ex-moglie del defunto Harry Osborn ma, poco tempo dopo, Mysterio ingaggia una donna per sedurlo al fine di incastrarlo facendo sembrare che l'abbia poi assassinata. Quando la donna lo va a trovare in prigione Foggy, divorato dal senso di colpa, le rivela la verità ed essa, furiosa, lo lascia.
A causa della cattiva pubblicità che comporterebbe tenerlo a lavorare nello studio, non appena il figlio viene accusato di omicidio essa lo licenzia e, non appena Matt decide di difenderlo, essa gli ordina di tornare sui suoi passi ottenendo come unico risultato il disgusto e le dimissioni dell'avvocato cieco oltre ad una completa e definitiva rottura di ogni rapporto con Foggy.

### Il ritorno di Nelson & Murdock
Trovatisi nuovamente senza lavoro, dopo la morte di Karen, Foggy e Matt riaprono la Nelson & Murdock coi soldi lasciati loro in eredità dalla ragazza. Tempo dopo tuttavia il Kingpin rivela al mondo intero la vera identità di Devil, portando di conseguenza all'arresto del vigilante e alla sua detenzione a Ryker's Island. Nel momento in cui Foggy si reca a trovare l'amico assieme alla detective privata Dakota North, viene aggredito da alcuni prigionieri e apparentemente ucciso, salvo poi scoprirsi che, in realtà, l'FBI ha inscenato tutto mettendo il giovane avvocato nel programma protezione testimoni sotto l'identità fittizia di Everett Williams.
Dopo che Matt riesce a riabilitare il suo nome convincendo i media di non essere l'uomo senza paura, grazie al contributo di Vanessa Fisk e di Pugno d'acciaio, Foggy esce dal programma di protezione testimoni e ha finalmente modo di riabbracciare il vecchio amico, tornando alla solita vita e assumendo Becky Blake come terza socia del loro studio legale. Tuttavia, dopo aver scoperto che, in cambio dell'aiuto di Vanessa, Matt ha dovuto far scarcerare Kingpin, sentendosi tradito, Foggy lo licenzia dallo studio mettendo inavvertitamente in moto la serie di eventi che porta Devil a entrare nella Mano.
Foggy decide successivamente di ricontattare Matt, motivo per cui si reca a Shadowland e viene catturato. Quando viene portato al cospetto di Matt questi, posseduto da un demone, tenta di ucciderlo ma viene esorcizzato per tempo da Pugno d'acciaio. In seguito Becky lascia lo studio e, per un po', Foggy porta avanti i suoi affari da solo aiutando Pantera Nera nel periodo in cui sostituisce Devil per le strade di Hell's Kitchen ma, in seguito al ritorno di Matt, i due si riappacificano e tornano a lavorare insieme.
Poco dopo gli viene diagnosticato il Sarcoma di Ewing ma, non volendo sottoporsi a chemioterapie, decide di rivolgersi a Henry Pym affinché lo curi in maniera diretta entrando nel suo organismo. Contemporaneamente Matt decide di rivelare la sua identità segreta al mondo intero e, per assicurare l'incolumità dell'amico, lo convince a simulare la sua morte e iniziare una nuova vita altrove.

## Altre versioni

### 1602
In 1602, Foggy è il capitano di una nave che traghetta regolarmente il menestrello cieco Matt Murdoch sul canale della Manica.

### MC2
Nel futuro alternativo di MC2, Foggy è il marito di Liz Allan nonché patrigno di Norman "Normie" Osborn III. Per un certo tempo è stato l'avvocato di Wilson Fisk ma, dopo aver scoperto la sua colpevolezza nella morte di Matt (il cui spirito vive ancora in Darkdevil) abbandona le sue dipendenze. In seguito, Foggy rimane vedovo e si seppellisce nel lavoro estraniandosi dal figliastro, motivo per cui, quando Normie impazzisce e indossa i panni di Goblin, si ritiene direttamente responsabile e, dopo che questi si riprende, i due iniziano a costruire un rapporto più intimo, sebbene comunque disapprovi il fidanzamento tra Normie e l'ex-supercriminale Raptor.

### Ultimate
Nell'universo Ultimate, Foggy compare in una versione molto simile a quella classica, difatti è stato il compagno di stanza di Matt Murdock all'Università e, in seguito, ha fondato uno studio legale assieme a lui.

## Altri media

### Televisione
- Nel film televisivo Processo all'incredibile Hulk (1989) il "socio di Matt Murdock" viene citato indirettamente sebbene non compaia.

### Cinema

Foggy Nelson interpretato da Jon Favreau nel film Daredevil.

- Foggy Nelson, interpretato da Jon Favreau[63], compare nel film del 2003 Daredevil. In tale versione, nonostante la sua relazione con Matt resti inalterata, presenta una significativa differenza nella personalità, difatti si presenta parecchio più ambizioso della sua controparte cartacea e non si fa scrupoli ad accettare dei clienti neanche se li ritiene colpevoli.

### Marvel Cinematic Universe
Foggy Nelson compare all'interno del Marvel Cinematic Universe, interpretato da Elden Henson e doppiato in italiano da Luigi Morville.
- Il personaggio compare per la prima volta nella serie televisive su Netflix Daredevil (2015-2018).[64]
- Froggy Nelson compare anche nella miniserie televisiva su Netflix The Defenders (2017).[65]
- Il personaggio ricompare nuovamente nella serie televisiva su Disney+ Daredevil - Rinascita (2025).